# Борунков, Юрий Филиппович
Ю́рий Фили́ппович Борунко́в (11 сентября 1926, Москва, СССР — 12 января 2006, Москва, Россия) — советский и российский философ и религиовед, специалист в области философии религии и религиоведения. Доктор философских наук, профессор. Один из авторов «Настольной книги атеиста», «Карманного словаря атеиста» и «Атеистического словаря».

## Биография
Родился 11 сентября 1926 года в Москве.
В 1942—1946 годах — шлифовщик на оборонном заводе.
В 1951 году окончил МГИМО.
В 1956 году окончил аспирантуру МОПИ имени Н. К. Крупской и в 1959 году в МГПИ имени В. И. Ленина защитил диссертацию на соискание учёной степени кандидата философских наук по теме «Диалектика причинно-следственных отношений».
С 1961 года преподавал на кафедре теории и истории научного атеизма (ныне — кафедра философии религии и религиоведения) на философском факультете МГУ имени М. В. Ломоносова.
В 1993 году защитил диссертацию на соискание учёной степени доктора философских наук по теме «Религиозное
сознание (философский анализ)» (специальность — 09.00.06 теория и история религии, свободомыслия и атеизма), официальные оппоненты — доктор философских наук, профессор М. П. Мчедлов, доктор философских наук, профессор В. Д. Тимофеев и доктор философских наук, профессор Н. С. Семёнкин. Ведущая организация — кафедра философии Гуманитарного центра Российской академии управления.

## Научная деятельность
Занимался исследованием «религиозного сознания как целостного когнитивно-эмотивного явления в его основаниях, уровнях, существенных свойствах и характеристиках».

## Научные труды

### Монографии
- Борунков Ю. Ф. Структура религиозного сознания. — М.: Мысль, 1971. — 176 с.

### Учебники и учебные пособия
- Борунков Ю. Ф. Несовместимость научного и религиозного мировоззрения // Основы научного атеизма: (Курс лекций) / Ю. Ф. Борунков, И. И. Бражник, И. Г. Иванов и др.; Под ред. проф. М. П. Новикова, И. Н. Яблокова. — М.: Изд-во Моск. ун-та, 1971. — 284 с.
- История и теория атеизма
  - Борунков Ю. Ф. Атеистическое значение научных представлений о человеке и обществе // История и теория атеизма: Учебное пособие / Редколлегия: проф. М. П. Новиков (отв. ред.) и др.]; Моск. гос. ун-т им. М. В. Ломоносова. Кафедра истории и теории атеизма. — М.: Мысль, 1974. — 429 с.
  - Борунков Ю. Ф. Научный атеизм о специфике религиозного мировоззрения // История и теория атеизма: Учебное пособие / Редколлегия: проф. М. П. Новиков (отв. ред.) и др.]; Моск. гос. ун-т им. М. В. Ломоносова. Кафедра истории и теории атеизма. — М.: Мысль, 1974. — 429 с.
  - Борунков Ю. Ф. Атеистическое значение научных представлений о человеке и обществе // История и теория атеизма : Учебное пособие / [Кандидаты наук Г. Л. Баканурский, Ю. Ф. Борунков, И. И. Бражник и др.; Редкол.: проф. М. П. Новиков (отв. ред.) и др.]. — 2-е изд., перераб. и доп. — М.: Мысль, 1982. — 430 с.
  - Борунков Ю. Ф. Научный атеизм о специфике религиозного мировоззрения // История и теория атеизма : Учебное пособие / [Кандидаты наук Г. Л. Баканурский, Ю. Ф. Борунков, И. И. Бражник и др.; Редкол.: проф. М. П. Новиков (отв. ред.) и др.]. — 2-е изд., перераб. и доп. — М.: Мысль, 1982. — 430 с.
  - Борунков Ю. Ф. Атеистическое значение научных представлений о человеке и обществе // История и теория атеизма: Учебное пособие для философских факультетов и отделений государственных университетов / МГУ им. М. В. Ломоносова, Каф. истории и теории атеизма и религии; Г. Л. Баканурский и др. — 3-е изд., дораб. — М.: Мысль, 1987. — 476 с.
  - Борунков Ю. Ф. Научный атеизм о специфике религиозного мировоззрения // История и теория атеизма: Учебное пособие для философских факультетов и отделений государственных университетов / МГУ им. М. В. Ломоносова, Каф. истории и теории атеизма и религии; Г. Л. Баканурский и др. — 3-е изд., дораб. — М.: Мысль, 1987. — 476 с.
- Основы религиоведения
  - Девятова С. В., Борунков Ю. Ф., Винокуров В. В. Мировоззренческое значение естествознания // Основы религиоведения: учебник для студентов высших учебных заведений / Ю. Ф. Борунков, М. П. Новиков, И. Н. Яблоков и др.; Под ред. И. Н. Яблокова. — М.: Высшая школа, 1994. — 368 с.
  - Девятова С. В., Борунков Ю. Ф., Винокуров В. В. Мировоззренческое значение естествознания // Основы религиоведения: учебник для студентов высших учебных заведений / Ю. Ф. Борунков, К. И. Никонов, И. Н. Яблоков и др.; Под ред. И. Н. Яблокова. — 2-е изд., перераб. и доп. — М.: Высшая школа, 1998. — 479 с. ISBN 5-06-003422-4
  - Девятова С. В., Борунков Ю. Ф., Винокуров В. В. Мировоззренческое значение естествознания // Основы религиоведения: учебник для студентов высших учебных заведений / Ю. Ф. Борунков, К. И. Никонов, И. Н. Яблоков и др.; Под ред. И. Н. Яблокова. — 3-е изд., перераб. и доп. — М. : Высшая школа, 2000. — 480 с. ISBN 5-06-003742-8
  - Девятова С. В., Борунков Ю. Ф., Винокуров В. В. Мировоззренческое значение естествознания // Основы религиоведения : учебник для студентов вузов / Ю. Ф. Борунков, И. Н. Яблоков, К. И. Никонов и др.; Под ред. И. Н. Яблокова; МГУ им. М. В. Ломоносова. — 4-е изд., перераб. и доп. — М. : Высшая школа, 2005. — 508 с. — (Классический университетский учебник)
  - Девятова С. В., Борунков Ю. Ф., Винокуров В. В. Мировоззренческое значение естествознания // Основы религиоведения: учебник для студентов высших учебных заведений / Ю. Ф. Борунков и др.; под ред. И. Н. Яблокова. — 5-е изд., перераб. и доп. — М.: Высшая школа, 2006. — 568 с.
  - Девятова С. В., Борунков Ю. Ф., Винокуров В. В. Мировоззренческое значение естествознания // Основы религиоведения: учебник для студентов высших учебных заведений / Ю. Ф. Борунков и др.; под ред. И. Н. Яблокова. — 5-е изд., перераб. и доп. — М.: Высшая школа, 2008. — 568 с. ISBN 978-5-06-005687-7

### Брошюры
- Борунков Ю. Ф. Ленинский вклад в теорию познания / Ю. Ф. Борунков, канд. философ. наук. — М.: Знание, 1966. — 48 с. — (Новое в жизни, науке, технике. 2 серия. Философия; 1).
- Борунков Ю. Ф. Коммунистическая убеждённость и религиозная вера / Ю. Ф. Борунков ; Науч.-метод. совет по пропаганде атеизма при Правл. Всесоюз. о-ва «Знание». Кафедра истории и теории атеизма МГУ. — М.: Знание, 1967. — 22 с.
- Борунков Ю. Ф. Убеждённость и вера / Ю. Ф. Борунков, канд. философ. наук. — М.: Знание, 1969. — 31 с. (В помощь лектору. Библиотечка «Актуальные проблемы научного атеизма» 8).
- Борунков Ю. Ф. Особенности религиозного сознания/ Ю. Ф. Борунков, канд. филос. наук. — М.: Знание, 1972. — 48 с.
- Борунков Ю. Ф. Несовместимость научного и религиозного познания: (Критика православной концепции познания). — М.: Знание, 1982. — 64 с. — (Новое в жизни, науке, технике. Научный атеизм; 12)

### Статьи
- Борунков Ю. Ф. К определению понятия религиозная вера — Тезисы доклада на Всесоюзной конференции по психологии религии. — М.: Институт научного атеизма, 1969
- Борунков Ю. Ф. О понятии «религиозная вера» // Вопросы научного атеизма. Вып. 11. Психология и религия / Редкол. сб. А. Ф. Окулов (отв. ред.) и др.; Акад. обществ. наук при ЦК КПСС. Ин-т научного атеизма. — М.: Мысль, 1971. — С. 43—57. — 344 с. — 16 300 экз.
- Борунков Ю. Ф. Религиозная вера // Настольная книга атеиста / С. Ф. Анисимов, Н. А. Аширов, М. С. Беленький и др.; Под общ. ред. С. Д. Сказкина. — 9-е изд., испр. и доп. — М.: Политиздат, 1987. — 431 с.
- Борунков Ю. Ф. Мировоззренческое значение атеизма // Преподавание научного атеизма в вузе. М.: Высшая школа, 1988
- Борунков Ю. Ф. Тенденции эволюции религии в современном мире // Лекции к курсу «Основы религиоведения». Новосибирск: Континент С, 1993

### Рецензии
- Борунков Ю. Ф. Рец. на Никишов С. И. Ленинская критика философских основ религии // Вестник МГУ. Серия VIII: Философия. — 1969. — № 3. — С. 87–90.